# LNWR classe Problem
La Classe Problem (ou Lady of the Lake) du London and North Western Railway est un modèle de locomotives à vapeur de disposition d'essieux 111 « Patentee » (2-2-2 dans la nomenclature britannique). Premier modèle de locomotives pour trains de voyageurs développé par l'ingénieur Ramsbottom pour le LNWR, la série disparaît dans les années 1900.

## Historique

### Origines
En 1858, le London and North Western n'a que 12 ans d'existence. Son réseau est encore loin des proportions qu'il prendra à la fin du siècle et son matériel moteur comprend des séries disparates en partie héritées des compagnies fondatrices, ou reprises par le LNWR. Déjà en poste du temps du Manchester and Birmingham Railway, John Ramsbottom (en) occupe le poste d'ingénieur en chef de la division Nord-Ouest du LNWR, devenue la division Nord de la compagnie, et deviendra le Chief Mechanical Engineer de toute la compagnie en 1862.
Pour les trains rapides, la variante la plus répandue en Grande-Bretagne est la disposition 111 avec un seul essieu moteur, jugé suffisant pour le poids des trains de l'époque, encadré par deux essieux porteurs qui servent tant à garantir la stabilité qu'à supporter le poids de la chaudière. C'est notamment le cas des locomotives semblables à la Columbine (en) développées par Alexander Allan (en) pour le Grand Junction Railway devenu la division Nord du LNWR.
Une locomotive expérimentale de disposition 211 baptisée Cornwall a été construite par Francis Trevithick en 1847, avec une paire de roues de 2,59 m de diamètre dont l'essieu passait au-dessus des tubes de la chaudière ; elle ne donna pas satisfaction et Ramsbottom la convertira en 111 plus ordinaire.

### Mise au point

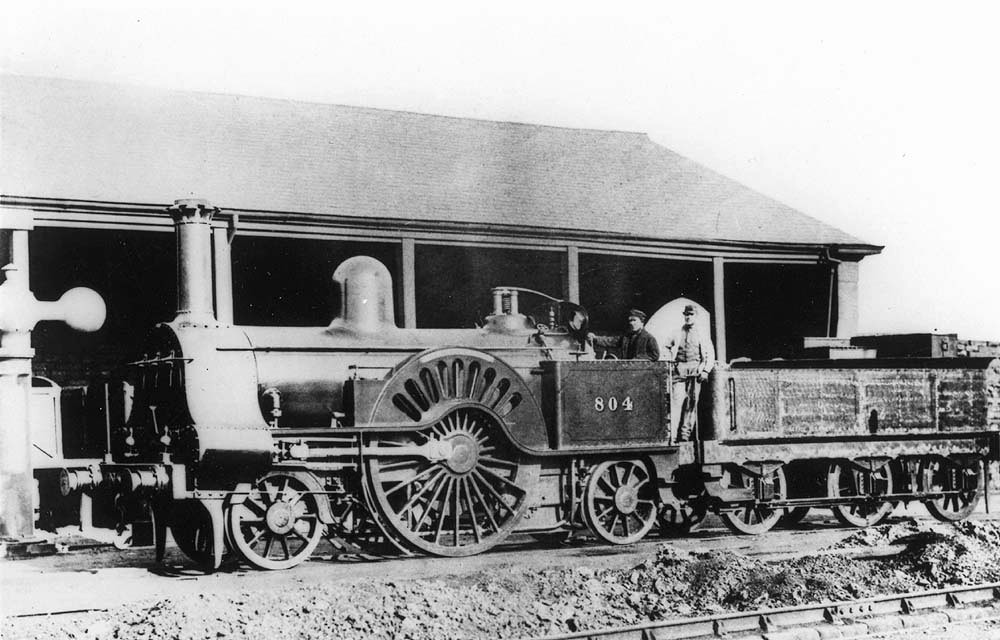
La 804 Stoult en état d'origine.

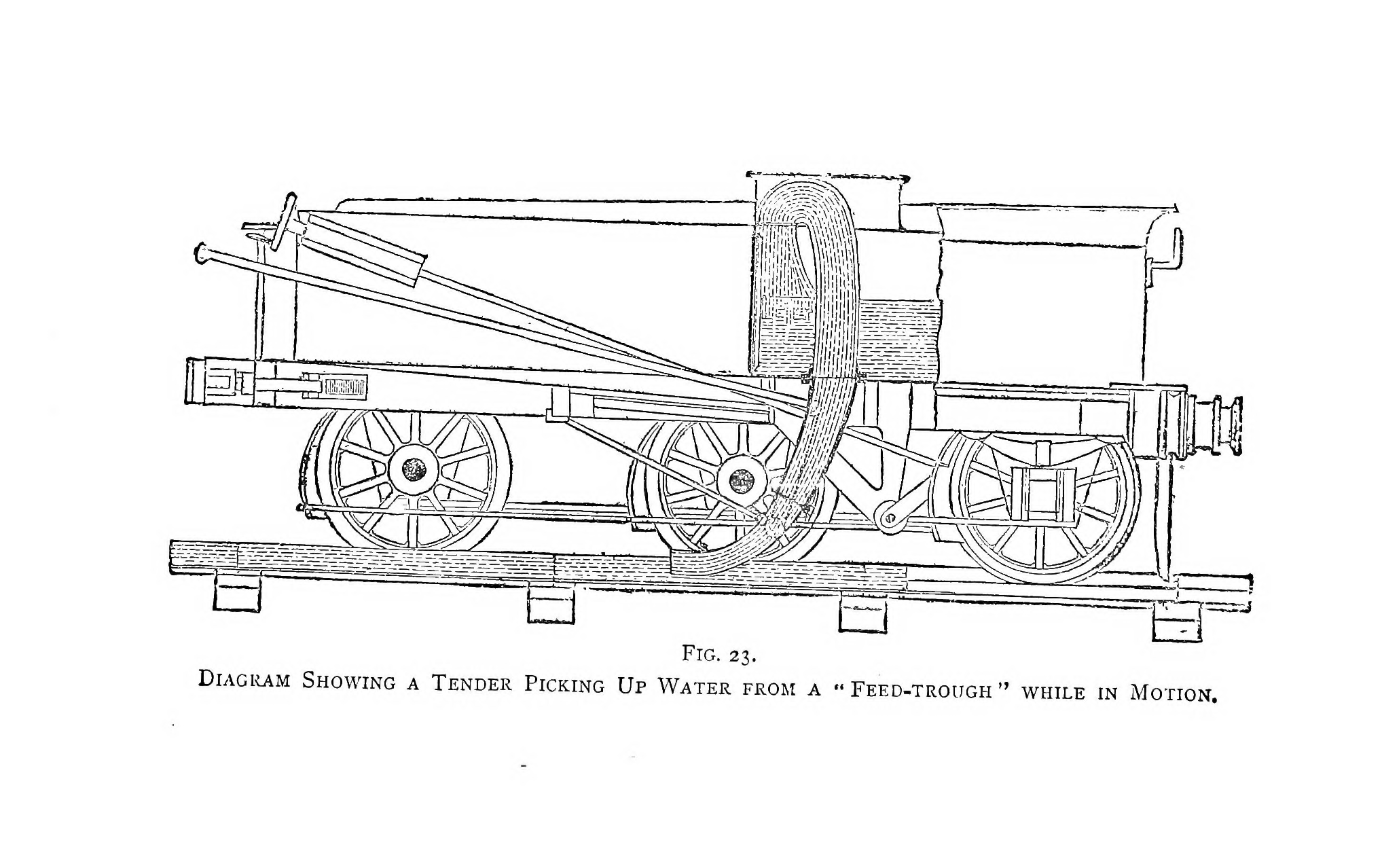
Plan en coupe d'un tender muni d'une écope.

Pour le nouveau modèle destiné à être produit en série John Ramsbottom revient à un diamètre de 2,286 m et conserve les deux cylindres à l'extérieur comme sur les locomotives Crampton, évitant la mise au point d'un essieu coudé. Il fait le choix d'un foyer Crampton dont le diamètre est le même que le reste de la chaudière, en progression par rapport aux locomotives précédentes. Sa conception générale, très simplifiée, évite les complications de plusieurs locomotives de l'époque ; l'absence de second essieu moteur, évitant les mouvements parasites générés par les bielles de liaison, diminue l'effort de traction. Malgré leur statut de locomotives de vitesse, les seuls freins sont disposés sur le tender et constitués de blocs en bois.
Les 60 locomotives de la série ont toutes un nom de baptême — la plus ancienne porte le nom « Problem », au sens mathématique, bien que l'origine soit régulièrement interprétée à tort (en anglais comme en français) comme la conséquence de difficultés de mise au point du modèle — et une numérotation dans le désordre, le LNWR choisissant de réutiliser systématiquement les matricules de locomotives radiées. Dans leur état d'origine, les locomotives sont peintes dans la livrée verte de la division Nord du LNWR, ont un abri à ciel ouvert, une porte de boîte à fumée rectangulaire et un poste de conduite à ciel ouvert. Elles sont les premières machines du LNWR à être pourvues du système de ravitaillement d'eau en marche, au moyen d'une écope sous le tender récoltant l'eau disposée dans de longs bacs entre les rails, projetée vers le haut par la vitesse du train. Ce système fait son apparition en 1860.

### Carrière et services effectués

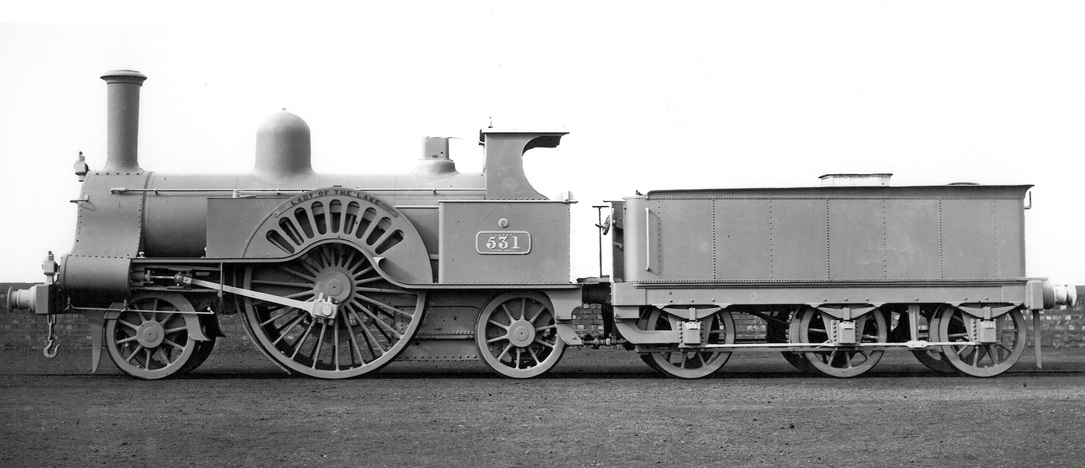
La no 531 Lady of The Lake en livrée d'apprêt photographique grise.

L’acquisition du Chester and Holyhead Railway (en) a lieu en 1859 et les premières machines de la série seront ainsi utilisées sur les express de Londres à Holyhead, dont le train express Irish Mail qui est la liaison la plus directe avec les paquebots traversant l'Atlantique.
Leur vitesse et la capacité de prendre de l'eau sans s'arrêter en gare sera mise à profit lorsque éclate l'affaire du Trent : l'arraisonnement du paquebot RMS Trent par une frégate américaine de battant pavillon de l'Union pour s'emparer de deux émissaires sudistes, un acte qui aurait pu provoquer l'entrée en guerre de la Grande-Bretagne. Le 27 novembre 1861, un train de quatre voitures convoyant la dépêche est remorqué par la no 229 Watt de la gare de Holyhead à celle de Stafford sans marquer le moindre arrêt en 210 km/h à la vitesse moyenne de 87,4 km/h, un record du monde absolu à l'époque La suite du trajet s'est réalisée au crochet d'une locomotive de la classe Bloomer, un peu moins de cinq heures ayant séparé l'embarquement du courrier à la gare maritime de Holyhead de l'arrivée à Londres-Euston.
L'année suivante, une locomotive de cette série équipée du ravitaillement en marche participe à l'Exposition universelle de 1862 à Londres où elle reçoit la médaille de bronze. Bien que l'exploit de 1861 soit mentionné dans le catalogue de l'exposition, ce n'est pas la Watt qui est exposée mais la no 531 Lady of the Lake, plus récente. À partir de là, le modèle est fréquemment désigné comme Classe Lady of the Lake.
En service régulier, leur vitesse commerciale est moins élevée, l'Administration postale imposant une vitesse moyenne de 42 mph (68 km/h).
Le 20 août 1868, l'Irish Mail remorqué par la no 291 Prince of Wales est victime de la catastrophe ferroviaire d'Abergele (en). Un convoi de marchandises était en train d'être scindé pour prendre place sur des voies de garage à Llanddulas lorsque le fourgon de queue, inoccupé, et six partent à la dérive sur la voie principale et sont percutés par le train de voyageurs à la sortie d'Abergele. Une cargaison d'huile de paraffine provoque un incendie qui consume cinq des douze voitures du train, tuant 68 personnes.
Après la réception de la no 1435 Fortuna en 1865, le LNWR cesse de construire des locomotives à un seul essieu moteur et développe les classe Samson (destinées au trafic mixte) puis les Newton mises au point par Ramsbottom pour remplacer les Problem qui montrent leurs limites sur le chemin de fer de Lancaster à Carlisle par mauvais temps ; d’autres séries suivront dans les années 1870.
En 1873, le LNWR harmonise la livrée de ses locomotives qui sont peintes en noir avec des filets rouges et blancs. Francis Webb (en), le nouvel ingénieur du LNWR, ajoute un véritable abri à la cabine de ces locomotives et modifie la cheminée. À l'occasion des changements de chaudière qui ont lieu en 1879-1883, le freinage par la vapeur est installé et les couvre-roues ajourés sont remplacés par une plaque de tôle sans ouverture portant toujours le nom de la locomotive. Les sablières ont également été agrandies[Quand ?].

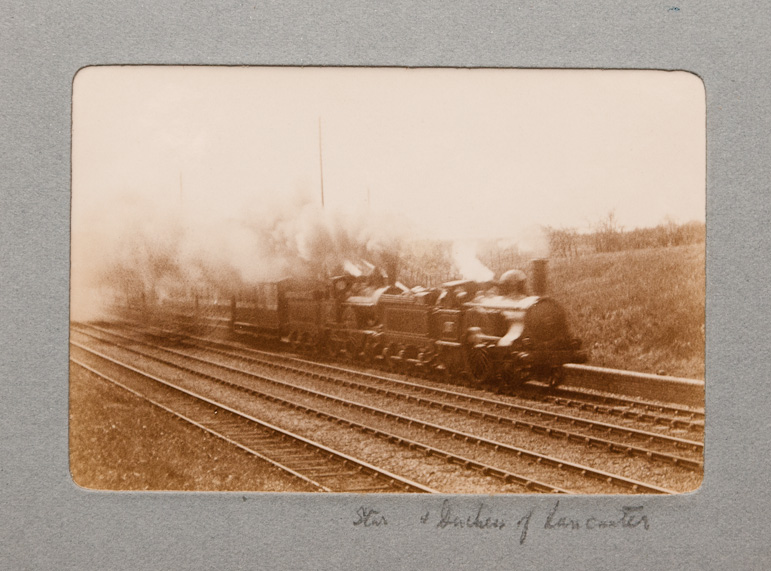
Couplage d'une Problem et d'une machine à deux essieux moteurs.

### Fin de carrière

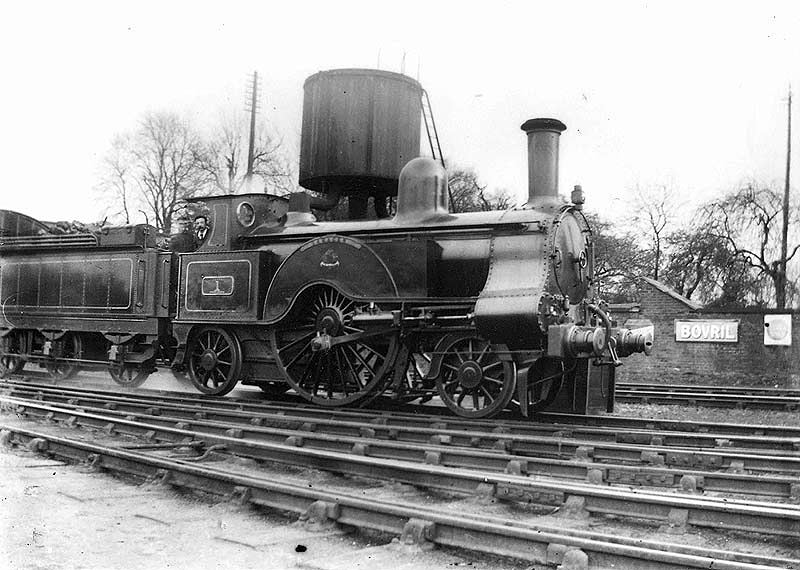
La no 1 Saracen de 1861 en état de fin de carrière, en 1904.

Au fil des ans, le tonnage des trains devient trop élevé pour les Problem tandis que les machines de disposition d'essieux 120 se montrent également dépassées. Comme de nombreux chemins de fer britanniques, le LNWR pratique à la fin du XIXe siècle une politique des « petites locomotives » (small engine policy) de sorte que la puissance des nouveaux modèles est fréquemment insuffisante, sans l'ajout d'une locomotive d'appoint. La fragilité et les complications des locomotives compound de Webb prolongeront la carrière des anciennes Problem, atteignant les 130 km/h en tête de trains express.
En 1895-1896, l'ensemble de la série fait l'objet d'une nouvelle modernisation avec une chaudière de plus grand diamètre, un châssis renforcé et des bandes de roulement plus épaisses, donnant à la paire de roues motrices un diamètre de 2,36 m. Leur cheminée est légèrement moins haute, afin de rester dans le gabarit. Ces modifications n'auraient pas été un succès complet, alourdissant les locomotives.
L'alourdissement des trains, et du matériel ferroviaire en général, et l'apparition de locomotives de plus grande puissance mises au point par George Whale (en) rend finalement cette série de locomotives à un seul essieu moteur redondante. Elles sont mises hors service et ferraillées entre 1903 et 1907.
Aucune n'est préservée.